# Степной сельсовет (Новосибирская область)
Степной сельсовет — сельское поселение в Искитимском районе Новосибирской области Российской Федерации.
Административный центр — посёлок Степной.

## История
Статус и границы сельского поселения установлены Законом Новосибирской области от 2 июня 2004 года № 200-ОЗ «О статусе и границах муниципальных образований Новосибирской области»

## Население
| 2002  | 2010  | 2012  | 2013  | 2014  | 2015  | 2016  |
| ----- | ----- | ----- | ----- | ----- | ----- | ----- |
| 1757  | ↘1434 | ↘1368 | ↘1364 | ↘1313 | ↘1271 | ↘1233 |
| 2017  | 2018  | 2019  | 2020  | 2021  |       |       |
| ↘1203 | ↘1174 | ↘1165 | ↘1141 | ↘1099 |       |       |

## Состав сельского поселения
| № | Населённый пункт | Тип населённого пункта          | Население |
| - | ---------------- | ------------------------------- | --------- |
| 1 | Берёзовка        | посёлок                         | ↘208      |
| 2 | Бородавкино      | деревня                         | ↘242      |
| 3 | Октябрьский      | посёлок                         | ↘129      |
| 4 | Раздольный       | посёлок                         | ↘96       |
| 5 | Степной          | посёлок, административный центр | ↘759      |